# Либерти (остров)
Остров Свободы (Либерти, англ. Liberty Island) — необитаемый остров в Верхней Нью-Йоркской бухте, в нескольких километрах от южной оконечности острова Манхэттен и в 600 метрах от парка Либерти в штате Нью-Джерси. Территория острова является эксклавом штата Нью-Йорк на территории штата Нью-Джерси. Площадь острова составляет 5,96 га.

## История
Индейцы называли этот остров Минниссаис (или Миннесаис), первые поселенцы — Большим устричным островом (англ. Great Oyster). В 1660 году остров приобрёл Исаак Бедлоу, и с тех пор остров назывался Бедлоус (англ. Bedloe’s Island).
В 1758 году перешёл к городским властям Нью-Йорка, передан под юрисдикцию федерального правительства в 1796 году. В 1841 году остров был укреплён сооружением форта Вуд в форме одиннадцатиконечной звезды.
В 1886 году на массивные стены форта была водружена знаменитая статуя Свободы, которая была призвана служить приветствием для иммигрантов, прибывавших на расположенный в 1600 метрах остров Эллис. 
В 1956 году остров был переименован в честь статуи (Liberty в переводе с англ. — «Свобода»). С 1966 года остров Свободы внесён в Национальный реестр исторических мест США.
Паромы на остров Свободы ходят с причала квартала Бэттери-Парк-сити и с Либерти-Стейт-Парк.